# Lorenz Huber (Priester)

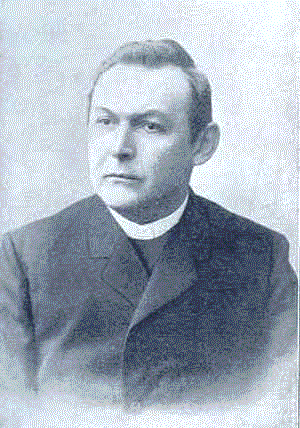
Lorenz Huber

Lorenz Huber (* 31. März 1862 in München; † 7. November 1910 in München) war ein katholischer Priester. Er war Begründer und Verbandspräses des süddeutschen Verbandes der katholischen Arbeitervereine. Darüber hinaus war er als Förderer weiterer sozialpolitischer Bestrebungen sowie im katholischen Pressewesen aktiv.

## Leben
Er war ein Sohn des Landgerichtsrates Andreas Huber. Nach dem Abitur am Wilhelmsgymnasium München studierte er ab 1880 in München Theologie und wurde 1886 zum Priester geweiht. Er war zunächst tätig als Kaplan in Siegsdorf und Freising, bevor er an die St.-Michaels-Kirche in München kam.
Dort wurde er 1889 auch Präses des katholischen Arbeitervereins München-Innere Stadt. Er war 1891 maßgeblich mitbeteiligt an der Gründung des Süddeutschen Verbandes der katholischen Arbeitervereine. Dies war der erste größere Zusammenschluss derartiger Organisationen in Deutschland. Er war mit kurzen Unterbrechungen als Verbandspräses in den folgenden Jahren die maßgebliche Führungsperson des Verbandes.
Von ihm stammte 1892 ein soziales Programm für den Verband. Danach strebte dieser eine soziale Reform auf gesetzlichen Weg an. Die Vereine sollten zur Pflege des religiösen und sittlichen Lebens dienen, außerdem sollten die Arbeiter in wirtschaftlichen Fragen gebildet werden, Die Vereine sollten durch Unterstützungskassen die materielle Lage der Arbeiter sichern. Huber setzte zu dieser Zeit bereits auf die Zusammenarbeit mit Gewerkschaften. In Mainz kam es zu einem Treffen von Präsides der Arbeitervereine aus ganz Deutschland. Huber konnte sich mit seinem gewerkschaftsfreundlichen Programm nicht gegen Franz Hitze aus Westdeutschland durchsetzen, der zu dieser Zeit noch auf Fachabteilungen innerhalb der Arbeitervereine setzte und die gewerkschaftliche Arbeit außerhalb der Arbeitervereine ablehnte. Damit war der erste Versuch eines gesamtdeutschen Zusammenschlusses gescheitert.
Zur Professionalisierung der Vereinsarbeit gründete Huber 1894 das erste Arbeitersekretariat in München. Vergleichbare Einrichtungen gründete er auch an anderen Orten. Auf Betreiben Hubers wurde 1894 einer der ersten öffentlichen Arbeitsnachweise Deutschlands in München gegründet. Im selben Jahr war er an der Gründung eines örtlichen Arbeiterwahlvereins zur Vertretung der Arbeiterinteressen in der Zentrumspartei beteiligt. Ebenfalls 1894 war er Mitbegründer des ersten Arbeiterinnenvereins. Huber war 1895 beteiligt an der Gründung des Vereins Arbeiterschutz. Er war außerdem einer der maßgeblichen Befürworter und Förderer der christlichen Gewerkschaften in Süddeutschland.
Aus gesundheitlichen Gründen trat er 1903 als Verbandspräses zurück. Nach seinem Ausscheiden wurde er Ehrenvorsitzender. In der Zeit seiner Tätigkeit konnte die Zahl der Verbandsmitglieder von 5000 (1891) auf 80.000 (1903) gesteigert werden.
Nach seinem Rücktritt als Verbandspräses konzentrierte er sich auf die Pressearbeit. Bereits 1897 war er Gründer der Zeitschrift Der Arbeiter, etwas kam Die Arbeiterin sowie das Sonntagsblatt für die katholische Familie, die Zeitschrift Haus und Herd für die katholischen Dienstmädchenvereine, Der treue Kamerad für katholische Jugendvereine und als Tageszeitung die Neue bayerische Zeitung hinzu. Huber war auch Geschäftsführer der Münchener Zentrums-Zeitungs GmbH beziehungsweise des Volksschriftenverlages.
Außerdem trat er als Förderer der von Baugenossenschaften, der christlichen Gewerkschaften und ähnlicher Organisationen auf. Für den Bau von Arbeiterwohnungen stellte er sein väterliches Erbe von etwa 100.000 Mark zur Verfügung.
Lorenz Huber starb 1910 im Alter von 48 Jahren in München.

## Grabstätte

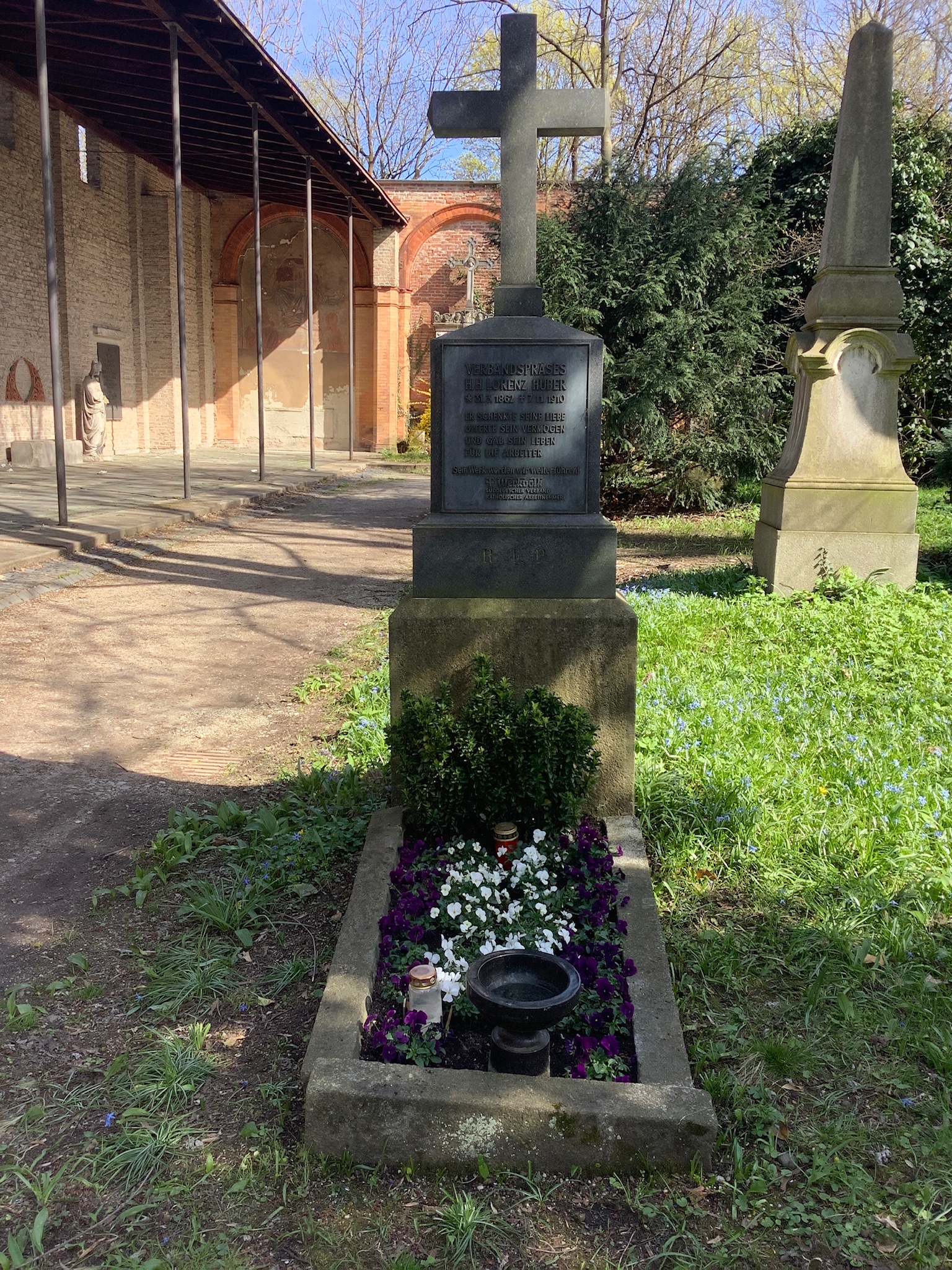
Grab von Lorenz Huber auf dem Alten Südlichen Friedhof in München

Die Grabstätte von Lorenz Huber befindet sich auf dem Alten Südlichen Friedhof in München (Gräberfeld 27 – Reihe 8 – Platz 28) Standort.

## Namensgeber für Straße
Nach Lorenz Huber wurde 1981 in München im Stadtteil Neuperlach (Stadtbezirk 16 – Ramersdorf-Perlach) Lage der Lorenz-Huber-Weg benannt.